# Österland
Pour un article plus général, voir Suède-Finlande.

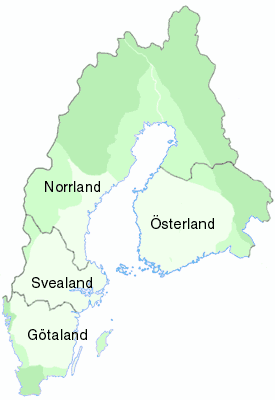
Les quatre grandes régions historiques au temps de la Suède-Finlande.

Le Pays de l'est (en suédois : Österland ; en finnois : Itämaa) est le nom porté en Finlande, par l'une des quatre grandes régions historiques suédoises à l'époque où celle-ci était sous domination de ce pays entre le XIIIe siècle et 1809.

## Histoire
La Finlande fait partie du royaume de Suède jusqu'à la guerre de Finlande de 1808-1809. Elle est alors cédée par la Suède à l'Empire russe et devient le grand-duché de Finlande.

## Régions
L'Österland s'étendait sur le Sud de la Finlande et englobait notamment :
- les îles Åland
- la Finlande propre
- la Carélie
- l'Uusimaa
- le Satakunta
- la Savonie
- le Häme
- la province de Vaasa